# ニザダイ亜目
ニザダイ亜目（英: Acanthuroidei）は、硬骨魚類に属するスズキ目の下位分類群の一つ。6科19属で構成され、ニザダイ・ツノダシ・ツバメウオなど、温暖な海のサンゴ礁に分布する観賞魚を中心に129種が所属する。

## 概要
ニザダイ亜目の魚類は、少数の例外を除きほとんどが熱帯から亜熱帯の海域に分布する海水魚である。浅い海のサンゴ礁・岩礁域に生息する種類が多く、その多様な色彩・体型からしばしば観賞魚として世界各地の水族館、個人のアクアリウムで飼育対象とされる。肉質は種によって美味であったり独特の臭みがあったりとまちまちであるが、アイゴ科・ニザダイ科の一部（シモフリアイゴ・ヒラニザなど）は追込み網などによって漁獲され、食用として利用されている。
一般的な特徴として体は左右に平べったく側扁し、体高は高い。口は小さく、前に突き出すことはほとんどできない。マンジュウダイ科・クロホシマンジュウダイ科を除く4科はほとんどが草食性で、藻類を主な食料として生活している。これら4科に属する魚はアクロヌルス期と呼ばれる特徴的な幼生段階を経て成長すること、浮き袋がよく発達していること、三日月型の大きな尾鰭をもつことなど、さまざまな共通点を有している。

## 分類

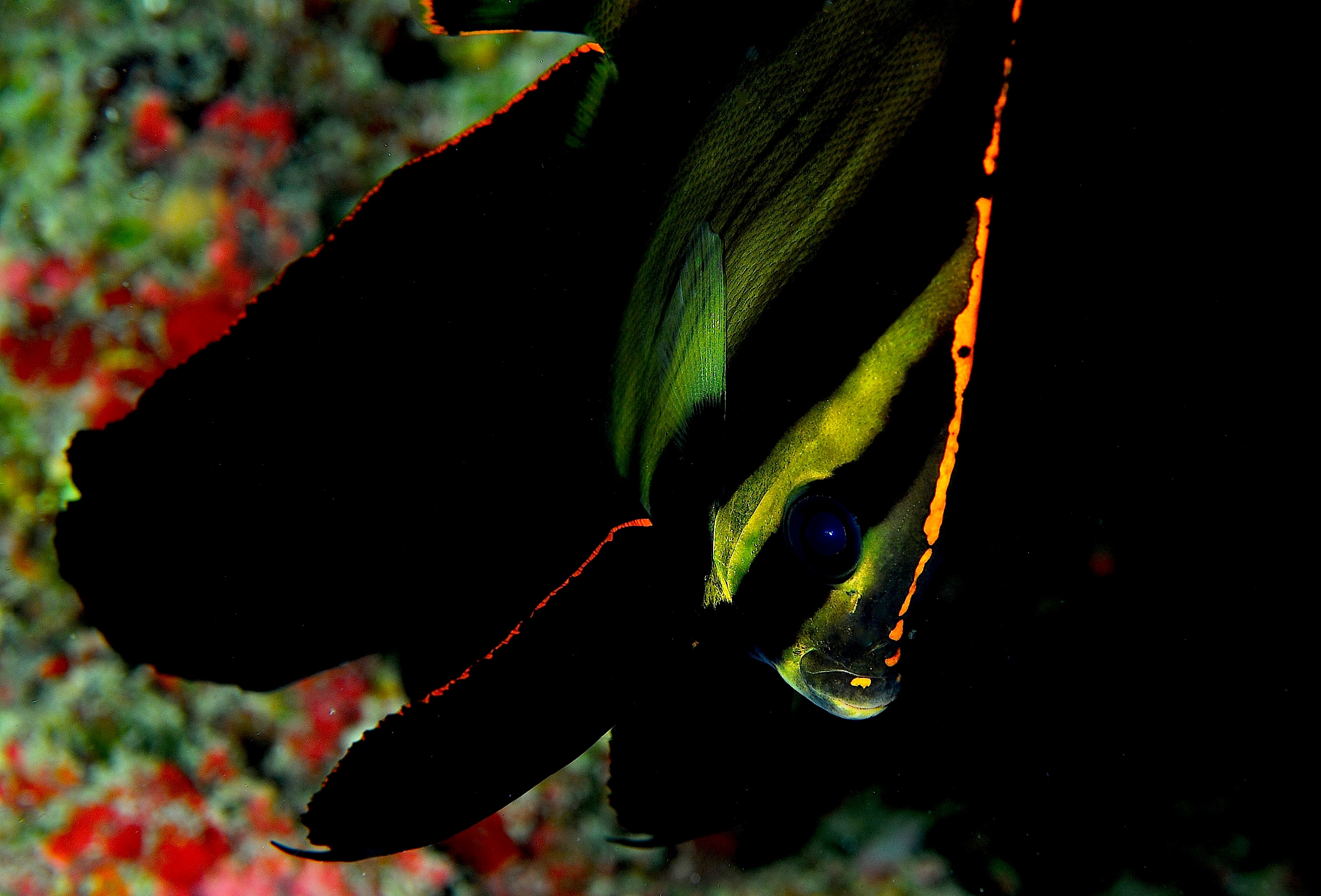
アカククリ Platax pinnatus （マンジュウダイ科）。写真は若魚～成魚。幼魚は全身黒色で、オレンジ色の縁取りをもつ

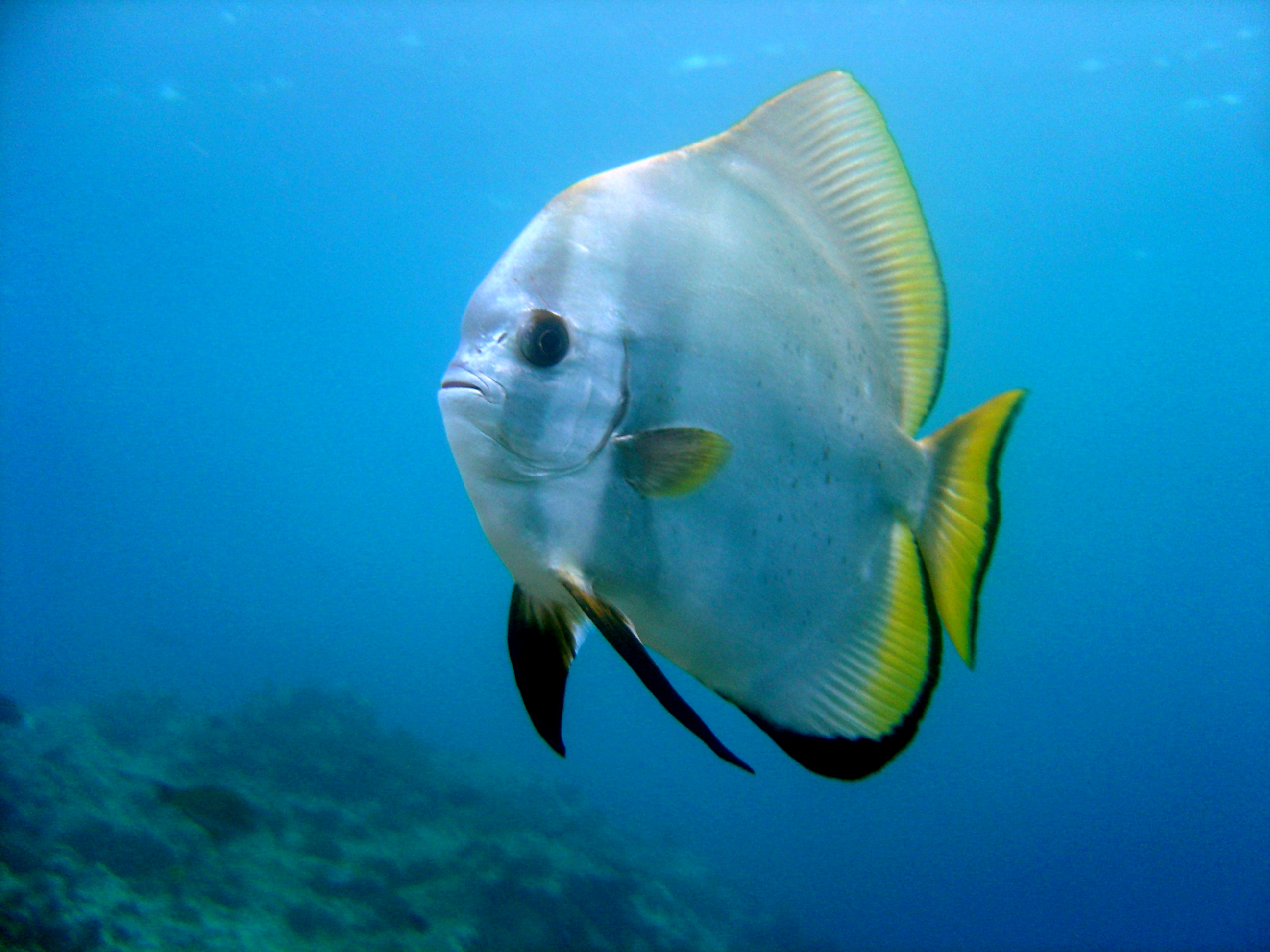
ナンヨウツバメウオ Platax orbicularis （マンジュウダイ科）。写真は成魚。本種の幼魚は枯葉に擬態した茶褐色の体色をし、表層を漂って生活する

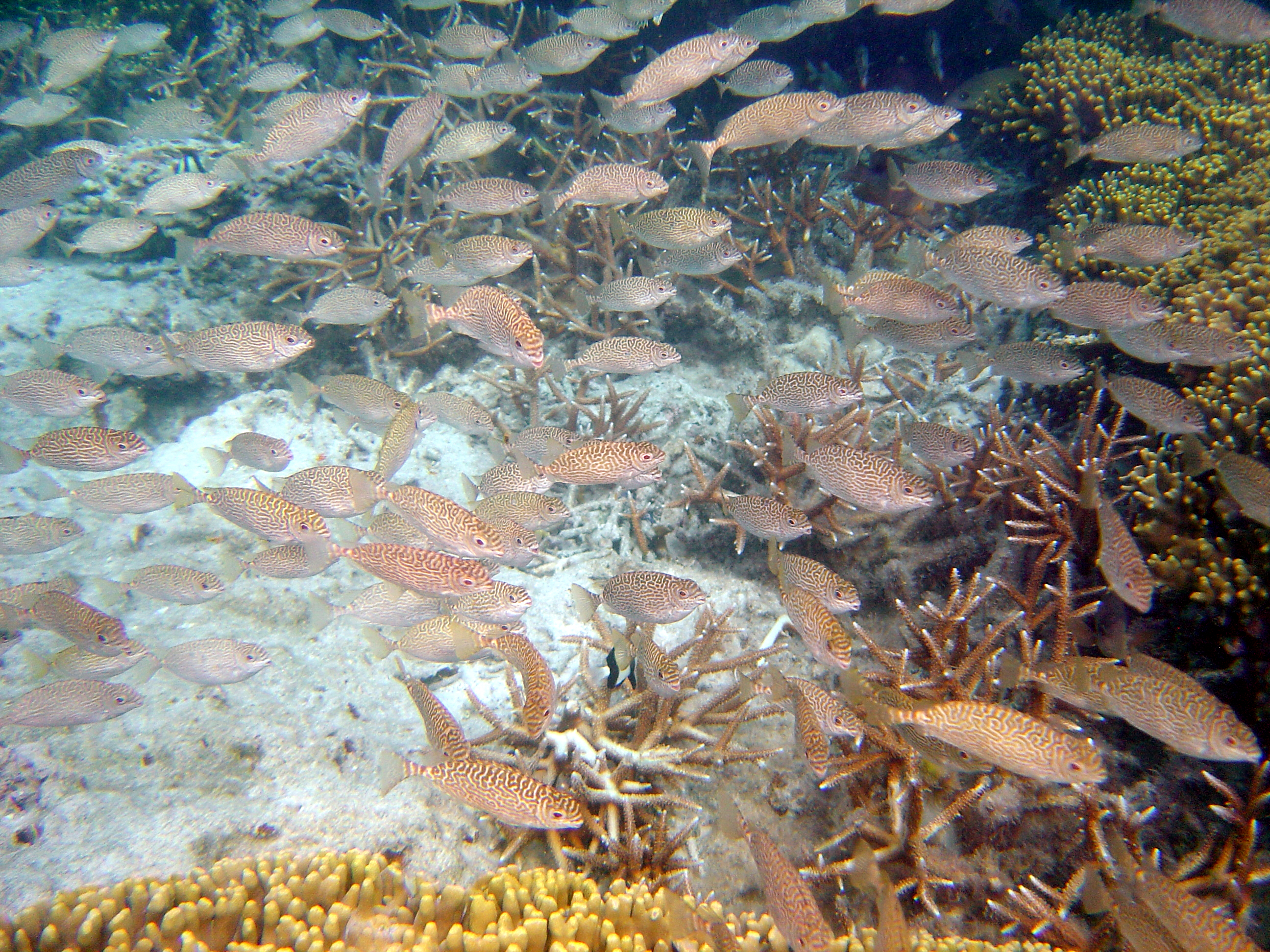
アミアイゴ Siganus spinus （アイゴ科）。大きな群れを作る種類で、沖縄料理の一つスクガラスの原料になる

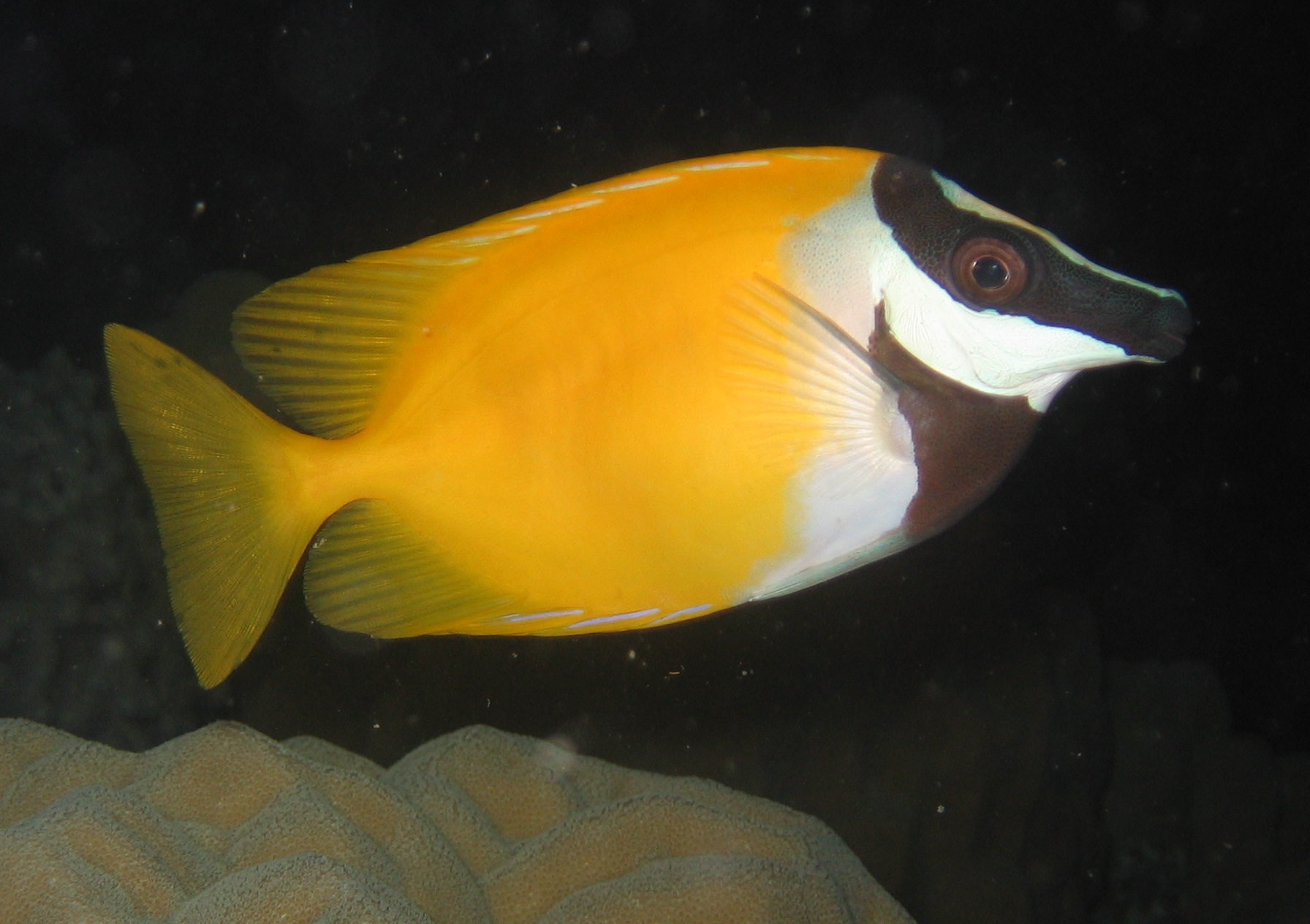
アイゴ科の1種 Siganus vulpinus。ヒフキアイゴと黒色斑の有無のみで区別される種で、両者を同種とする見解もある

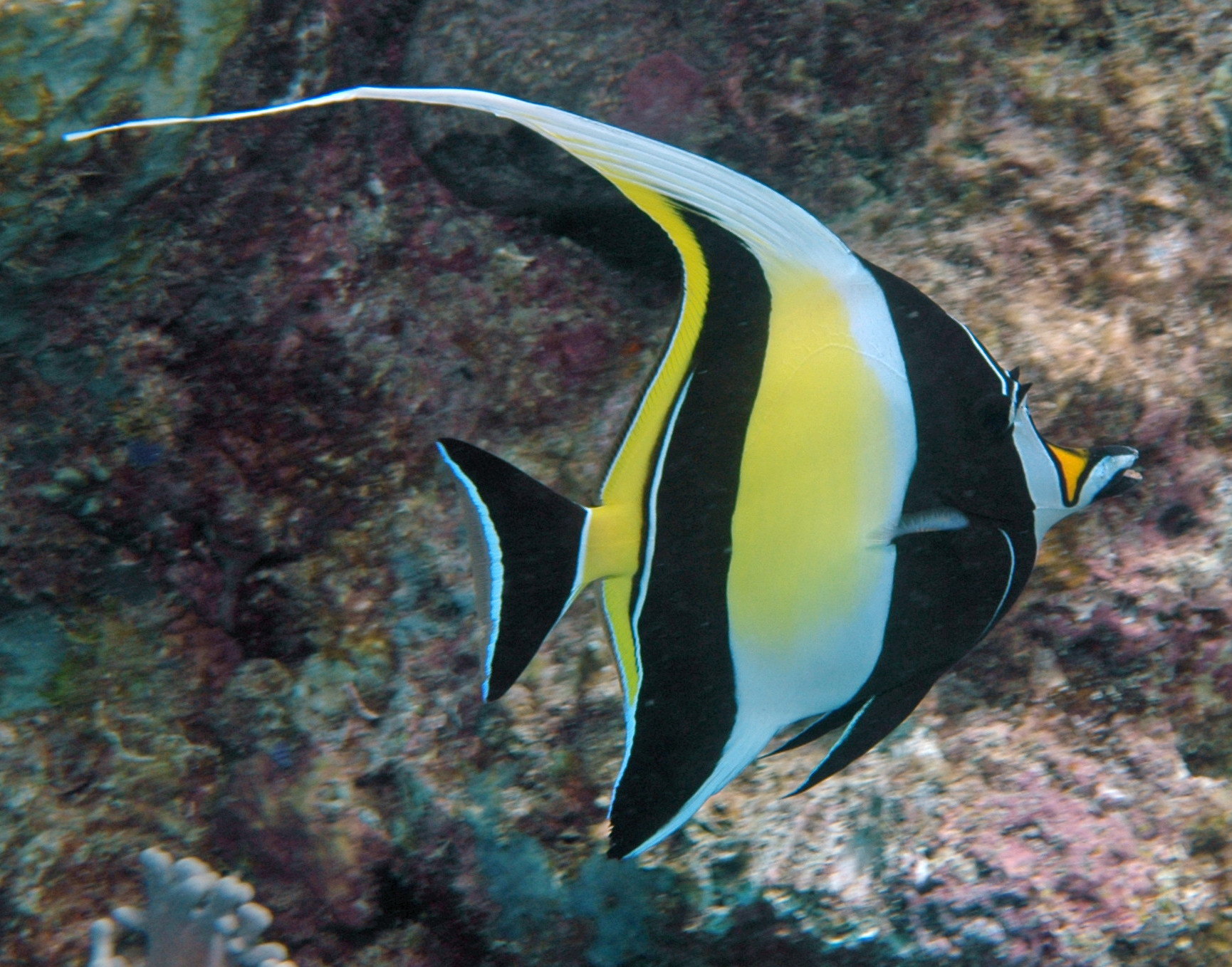
ツノダシ Zanclus cornutus （ツノダシ科）。夜間は体色が灰色に変化し、サンゴの隙間で休息する

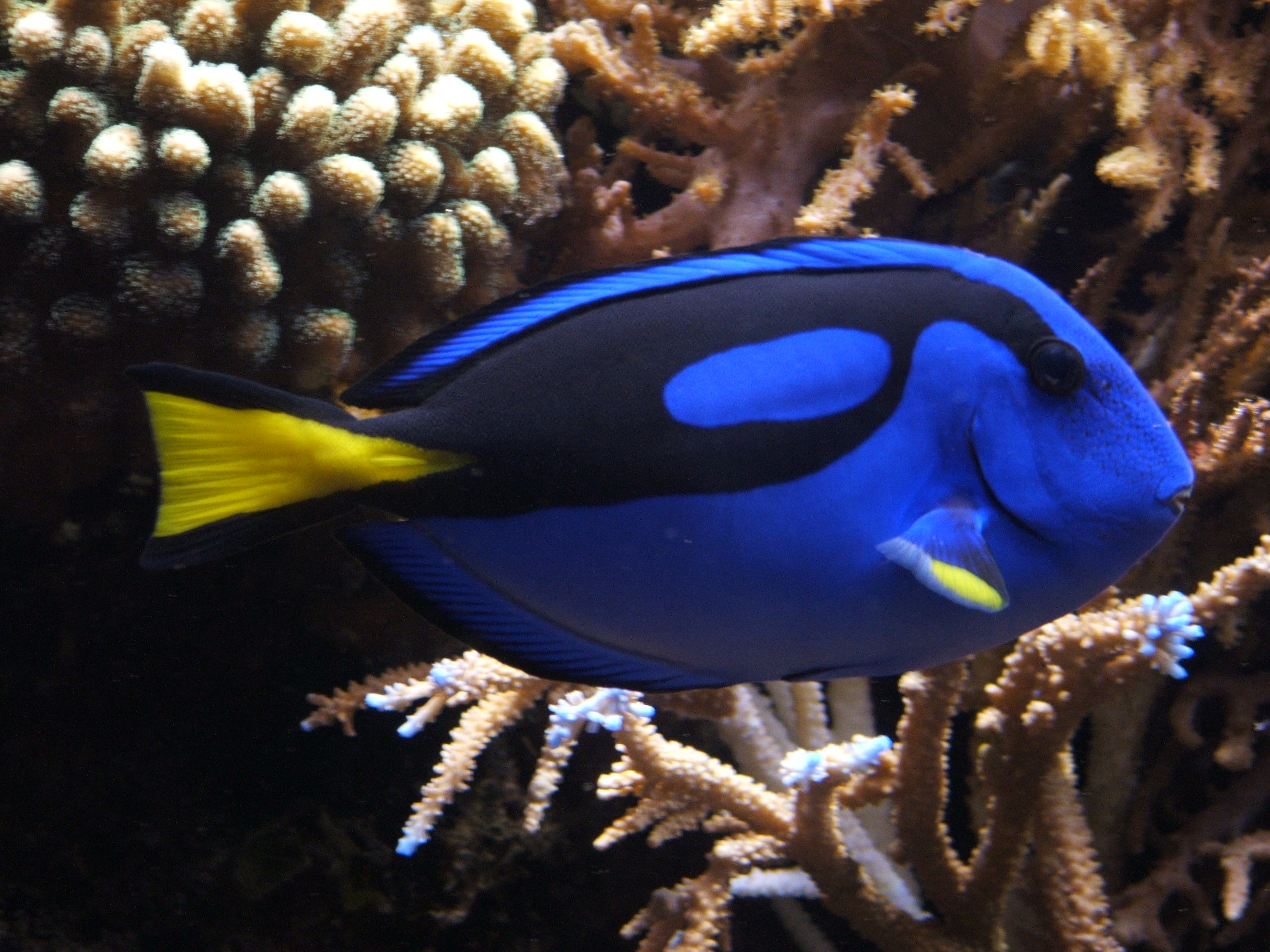
ナンヨウハギParacanthurus hepatus （ニザダイ科）。よく知られた観賞魚で、独特な体色により識別が極めて容易な魚である

ニザダイ亜目は6科19属129種で構成される。1970年代以降、本亜目の構成は多くの変遷を経てきたが、現時点での単系統性および各科の系統順位については、古典的な形態学的分類手法と、近年の分子生物学的解析のいずれにおいても概ね支持されている。ツノダシ科ツノダシ属をニザダイ科に、またスズキ亜目スダレダイ科を本亜目に含めるべきとする見解もあるものの、分類体系がしばしば不安定なスズキ目の亜目の中にあって、ニザダイ亜目の単系統性はとりわけ強固な裏付けをもつものと考えられている。

### マンジュウダイ科
マンジュウダイ科 Ephippidae は8属16種を含む。三大洋に広く分布し、幼魚はしばしば汽水域にまで進出する。背鰭と臀鰭が大きく長く伸びた独特の体型と色彩から、観賞魚として飼育される種類が多い。日本の沖縄では、ツバメウオの仲間を「ナンバンカーサー」と呼び食用にする。本科とクロホシマンジュウダイ科の仲間は一般に雑食性である。
背鰭の棘条は5または9本で、ツバメウオ属以外では後ろに続く軟条の部分と明瞭に分かれている。臀鰭の棘条は3本。体は強く側扁し、体高は高い。口は小さく、口蓋骨と鋤骨には歯がない。幼魚の段階では体に黒色の帯（ときに全身に及ぶ）をもつ種類が多いが、成長とともに消失する。
- シロガネツバメウオ属 Chaetodipterus
- ツバメウオ属 Platax
- マンジュウダイ属 Ephippus
- Parapsettus 属
- Proteracanthus 属
- Rhinoprenes 属
- Tripterodon 属
- Zabidius 属

### クロホシマンジュウダイ科
クロホシマンジュウダイ科 Scatophagidae は2属4種からなる。インド洋から西部太平洋にかけて分布し、汽水・淡水域に進出することもある。雑食性で小さな口に入るものは何でも食べ、クロホシマンジュウダイ属の学名 Scatophagus が意味するように糞食を行うことでも知られる。体は強く側扁し、体高は高い。背鰭の棘条は11または12本、臀鰭は4本である。
スズキ亜目チョウチョウウオ科の魚類と同じく、トリクチス幼生と呼ばれる稚魚期を過ごす。成魚の体型もチョウチョウウオの仲間と似ているが、本科魚類は完全な側線をもつこと、切れ込みのある背鰭や微細な鱗などの特徴が異なっている。
- クロホシマンジュウダイ属 Scatophagus
- Selenotoca 属

### アイゴ科
アイゴ科 Siganidae は1属（2亜属 Siganus、Lo に分けられる）27種で構成され、アイゴ・ヒフキアイゴなどが所属する。インド洋・西部太平洋と、地中海東部の熱帯海域に分布し、通常は草食性。河口域に生息する魚が少なくとも1種知られるほか、生活史の過程で同域に進出する種類がいくつかある。約半数はサンゴ礁などで単独生活を送り、残る半数の種類は群れを作って生活する。
全種に共通して腹鰭に2本（間に3本の軟条を挟む）、背鰭に13本、臀鰭に7本の強い棘条をもつ。これらの棘条は毒腺とつながっており、刺されると激痛を伴うため扱う場合は注意が必要である。種の鑑別は背鰭と尾鰭の形状とともに、体色や体高も用いて行われる。
- アイゴ属 Siganus

### アマシイラ科
アマシイラ科 Luvaridae は1属1種で、アマシイラのみを含む。世界の熱帯・亜熱帯海域の外洋に生息し、本亜目の中では唯一の中層遊泳性魚類である。最大で1.8mほどに成長する大型の魚類で、産卵する卵の数は極めて多く、4,000万個を超えると見積もられている。
背鰭には2本の棘条があるが、前の1本は成長の過程で消失する。臀鰭には棘条がない。ニザダイ亜目の魚類としては特異な生態を有するものの、形態学的・分子生物学的解析に基づき、本亜目への所属が支持されている。
- アマシイラ属 Luvarus

### ツノダシ科
ツノダシ科 Zanclidae はツノダシのみ、1属1種。インド洋・太平洋の熱帯域に分布し、この海域のサンゴ礁ではごく普通に見られる魚である。ニザダイ科との共通点が多いが、尾柄部の骨板・棘を欠くなどの特徴から独立の科として分類されている。
長く伸びた背鰭と、白地の体に走る幅広い黒縞が特徴的で、観賞魚として人気の高い魚である。若魚は口の先端に、成魚は眼のすぐ上に突起状の構造物をもつ。成魚の吻（口先）は細く突き出し、小さな隙間の藻類を食べることに適している。
- ツノダシ属 Zanclus

### ニザダイ科
ニザダイ科 Acanthuridae は2亜科6属80種からなる、本亜目で最大の一群である。地中海を除く世界中の熱帯・亜熱帯海域に分布し、一般に草食性。始新世から漸新世にかけての化石記録が豊富で、本科の多様性はこの時代に獲得されたものとみられている。背鰭には4-9本、臀鰭には2または3本の棘条をもつ。

#### テングハギ亜科
テングハギ亜科 Nasinae は1属16種。臀鰭の棘条は2本。尾柄部には尾鰭を支える1-2枚の骨板が存在する。成魚の頭部に角状の突起が伸びる種類（テングハギなど）があり、本亜科の和名の由来となっている。テングハギ、ツマリテングハギなどが所属する。
- テングハギ属 Naso

#### ニザダイ亜科
ニザダイ亜科 Acanthurinae は5属64種。ニザダイ・シマハギ・ナンヨウハギなどが所属する。臀鰭の棘条は3本。尾柄部には1本以上の可動性（ニザダイ属では不動性）の棘をもつ。
- クロハギ属 Acanthurus
- サザナミハギ属 Ctenochaetus
- ナンヨウハギ属 Paracanthurus
- ニザダイ属 Prionurus
- ヒレナガハギ属 Zebrastoma